# Zachary Taylor
Zachary Taylor (født 24. november 1784, død 9. juli 1850) var USA's 12. præsident, 1849 – 1850.
Ligesom det var sket for William Henry Harrison ti år tidligere, blev Zachary Taylor kun nomineret som præsidentkandidat for whig partiet til valget i 1848, fordi han var krigshelt. Og ligesom Harrison døde Taylor, inden han havde fuldført sin embedsperiode. men i modsætning til den foregående general på præsidentposten, havde Taylor aldrig beskæftiget sig med politik, før han trådte ind i det hvide hus. Med sin manglende erfaring troede han oprigtigt på, at han kunne fastlægge en politik, der vil lægge låg på slavespørgsmålet, men i stedet kom han til at føre landet direkte mod borgerkrigen. Kun hans tidlige død hindrede Unionen i at gå fra hinanden allerede i 1850.